# Lamberto Quintero
Lamberto Quintero es una película de acción y drama mexicana de 1987 dirigida por Mario Hernández y protagonizada por Antonio Aguilar, Angélica Aragón y Marcela Rubiales. Esta película fue filmada en Culiacán, Sinaloa (México).

## Trama
Lamberto Quintero (Antonio Aguilar) es un importante personaje de la zona, al que todo el pueblo recurre en busca de ayuda y dinero. Pero su poder y su riqueza son envidia de otro gran líder, el señor Valderrama. Enemigos hasta la muerte, luchan por conseguir el poder absoluto y saldar cuentas personales hasta conseguir sus propósitos.

## Reparto
- Antonio Aguilar como Lamberto Quintero
- Angélica Aragón como María de los Ángeles
- Marcela Rubiales como Patricia Ortega
- Merle Uribe como Gabriela
- Mar Castro como Susana
- Alejandro Parodi como Fidencio
- Eduardo López Rojas como Ayudante de Jorge
- Armando Araiza como Pistolero joven
- Sebastian Ligarde como Oscar Balderrama Jr.
- Antonio Raxel como Oscar Balderrama
- Omar Fierro como Jorge Balderrama
- Héctor Sáez
- José Solé Nájera como Nacho
- Lourdes Villareal
- Chela Nájera
- Andrea Haro
- Orietta Aguilar como Teresita Campos
- Humberto Enríquez
- Pedro Aguilar
- Roberto Iglesias
- Gerardo Soublette
- Laura Montalvo
- Raúl Vega
- Salomón Carmona
- Carlos Pouliot como Juez